# بختة رابح مزاري
بخته رابح مزاري (مواليد 5 مايو 1998 ) هي لاعبة كرة طائرة جزائرية . تلعب في المنتخب الوطني الجزائري للكرة الطائرة .
شاركت في مسابقة الجائزة العالمية الكبرى FIVB للكرة الطائرة لعام 2015 . على المستوى الوطني لعبت مع نادي الشلف في عام 2015. 